# Les Souhesmes-Rampont
Les Souhesmes-Rampont är en kommun i departementet Meuse i regionen Grand Est (tidigare regionen Lorraine) i nordöstra Frankrike. Kommunen ligger i kantonen Souilly som tillhör arrondissementet Verdun. År 2022 hade Les Souhesmes-Rampont 321 invånare.

## Befolkningsutveckling
Antalet invånare i kommunen Les Souhesmes-Rampont
| Referens: INSEE |